# مستهل
مستهل الكتاب  أو الفاتحة أو التصدير هو نص يتكون من بضعة كلمات في المقدمة بشكل يكون من السهل تمميزه.
في اللغات الغربية تشتق الكلمة Incipit من اللغة اللاتينية ومعناها يبتدئ.